# El Ghicha
El Ghicha est une commune de la wilaya de Laghouat en Algérie.

## Géographie
La commune d'El Ghicha se situe au cœur de la chaîne montagneuse des Amours de l'Atlas Saharien. Elle est délimitée:
- au nord, par les communes d'Aflou et de Sebgag ;
- à l'est, par les communes d'Oued Morra et d'Oued M'zi;
- au sud, par les communes d'Ain Madhi et de Tadjrouna.
- à l'ouest, par la commune de Taouila.

|           | Sebgag    | Aflou      |
| Taouila   | El Ghicha | Oued Morra |
| Tadjrouna | Ain Madhi | Oued M'zi  |